# منتخب الهند للكابادي
منتخب الهند للكابادي هو ممثل الهند الرسمي في المنافسات الدولية في الكابادي .

## وصلات خارجية
- الموقع الرسمي